# Edgar Ié
Edgar Miguel Ié (* 1. května 1994, Bissau, Guinea-Bissau) je portugalský fotbalový obránce a mládežnický reprezentant původem z Guiney-Bissau, od roku 2017 působí ve francouzském klubu Lille OSC.

## Klubová kariéra
Ié hrál fotbal v mládežnickém věku za UD Internacional de Bissau (Guinea-Bissau) a portugalské kluby AD Oeiras a Sporting CP. V létě 2012 odešel společně s krajanem Agostinhem Cá do FC Barcelona, kde se začlenil do rezervního týmu.
V A-týmu Barcelony debutoval 3. prosince 2014 ve španělském poháru Copa del Rey proti SD Huesca (výhra 4:0).
V roce 2017 odešel z Villarrealu jako volný hráč do menšího prvoligového portugalského klubu CF Os Belenenses.
Po konci sezony 2016/17 odešel za 5,5 milionu eur do francouzského klubu Lille OSC, kde podepsal smlouvu na 4 roky.

## Reprezentační kariéra
Hrál v portugalských mládežnických reprezentacích.

Zúčastnil se Mistrovství Evropy hráčů do 19 let 2013 v Litvě, kde mladí Portugalci podlehli v semifinále Srbsku až v penaltovém rozstřelu. Ié svůj pokus proměnil.
Hrál i na Mistrovství světa hráčů do 20 let 2013 v Turecku, kde Portugalsko vypadlo v osmifinále s Ghanou po výsledku 2:3. Ié vstřelil v tomto zápase jeden gól..Hrál také na letních olympijských hrách 2016 a na Mistrovství Evropy do 21 let 2017 v Polsku.